# Stanley Kanu
Stanley Guzorochi Kanu (17 gennaio 1999) è un calciatore nigeriano, attaccante del Trinity Zlín.

## Carriera
Cresciuto nella Diamond Academy, ha mosso i primi passi nelle serie minori del campionato portoghese. Il 31 agosto 2020 è stato acquistato dal Marítimo, che lo ha aggregato alla seconda squadra. Ha esordito in prima squadra il 23 dicembre 2022 in occasione dell'incontro di Primeira Liga pareggiato 1-1 contro il Rio Ave.

## Statistiche

### Presenze e reti nei club
Statistiche aggiornate al 5 febbraio 2023.
| Stagione        | Squadra              | Campionato      | Campionato | Campionato | Coppe nazionali | Coppe nazionali | Coppe nazionali | Coppe continentali | Coppe continentali | Coppe continentali | Altre coppe | Altre coppe | Altre coppe | Totale | Totale |
| Stagione        | Squadra              | Comp            | Pres       | Reti       | Comp            | Pres            | Reti            | Comp               | Pres               | Reti               | Comp        | Pres        | Reti        | Pres   | Reti   |
| --------------- | -------------------- | --------------- | ---------- | ---------- | --------------- | --------------- | --------------- | ------------------ | ------------------ | ------------------ | ----------- | ----------- | ----------- | ------ | ------ |
| 2018-2019       | Caçadores das Taipas | CdP             | 21         | 1          | CP              | 2               | 0               |                    | -                  | -                  |             | -           | -           | 23     | 1      |
| 2020-2021       | Marítimo B           | CdP             | 24         | 7          |                 | -               | -               |                    | -                  | -                  |             | -           | -           | 24     | 7      |
| 2021-2022       | Marítimo B           | L3              | 28         | 9          |                 | -               | -               |                    | -                  | -                  |             | -           | -           | 28     | 9      |
| 2022-2023       | Marítimo B           | L3              | 15         | 4          |                 | -               | -               |                    | -                  | -                  |             | -           | -           | 15     | 4      |
| 2022-2023       | Marítimo             | PL              | 4          | 0          | CP+CdL          | 0               | 0               |                    | -                  | -                  |             | -           | -           | 4      | 0      |
| Totale carriera | Totale carriera      | Totale carriera | 92         | 21         |                 | 2               | 0               |                    | -                  | -                  |             | -           | -           | 94     | 21     |